# Banca zombie
Una banca zombie è un istituto finanziario che ha un valore economico netto minore di zero, ma continua ad operare perché la sua capacità di rimborsare i suoi debiti è rafforzata dal sostegno creditizio statale.
Il termine fu usato per la prima volta da Edward Kane nel 1987 per spiegare i pericoli di tollerare un gran numero di risparmi insolventi e di prestito; il termine fu applicato alla crisi emergente giapponese nel 1993.
Gli istituti zombie devono fronteggiare i depositi non assicurati, richieste di margini (ulteriori richieste di deposito, fatta ad un operatore di borsa, a fronte di una maggiore esposizione) delle controparti in operazioni in strumenti derivati.
Tyler Cowen, professore di economia alla George Mason University, nell'aprile 2011 ha scritto sul New York Times che «se un numero sufficiente di depositanti temono il congelamento dei conti, le banche saranno svuotate, e verranno richiesti ulteriori salvataggi governativi, al primo posto ci saranno i cattivi prestiti dei crediti immobiliari inesigibili».